# Tucumán (provins)

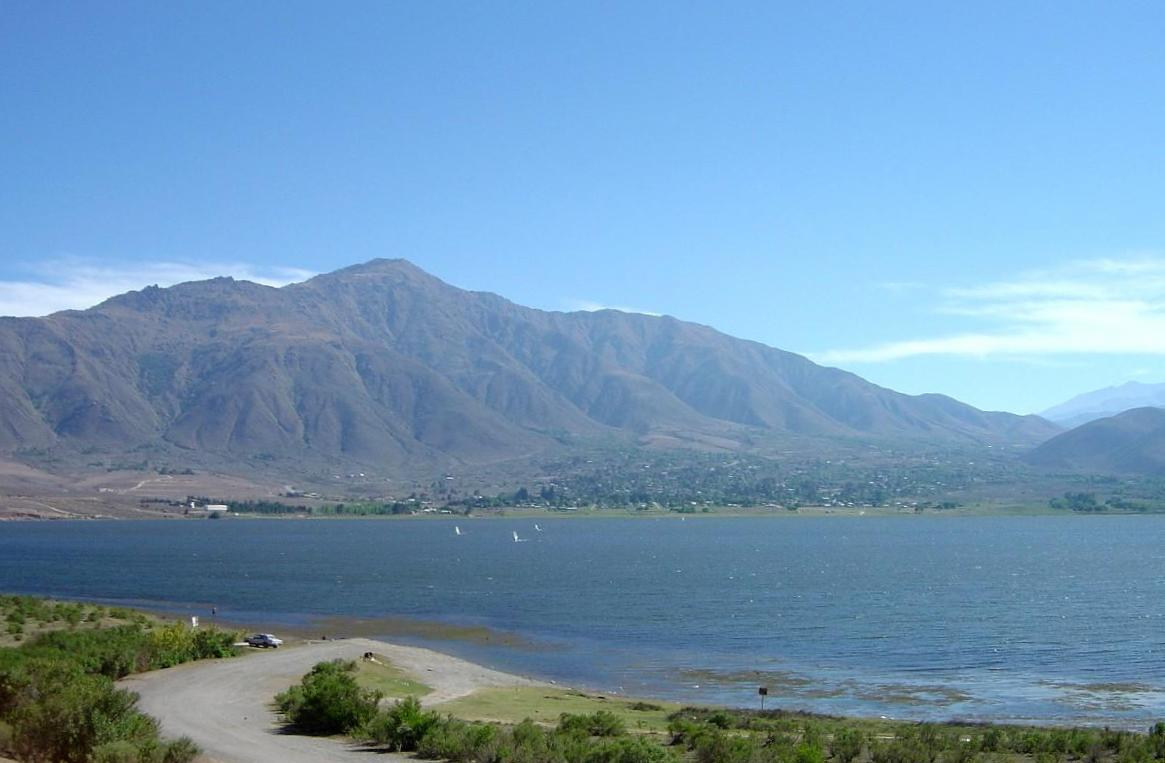
Konstgjorda sjön Lago El Mollar (även kallad Embalse La Angostura) i provinsen Tucumán.

Tucumán (Provincia de Tucumán) är en provins i nordvästra Argentina. Till ytan landets minsta provins och täcker med argentinska mått blygsamma 22 524 km². Invånarantalet 2010 var 1 448 188. I folkmun kallas provinsen "El Jardín de la República" (Republikens trädgård). Provinshuvustad är San Miguel de Tucumán (vanligen kallad Tucumán).